# オリヴァー・マクバーニー
オリヴァー・マクバーニー（Oliver McBurnie、1996年6月4日 - ）は、イングランド・リーズ出身のプロサッカー選手。元スコットランド代表。ハル・シティAFC所属。ポジションはFW。

## クラブ経歴

### ブラッドフォード
ブラッドフォード・シティAFCのアカデミーで育成され、2013年8月にクラブと最初のプロ契約を結んだ。11月9日のFAカップでトップチームデビュー。

### スウォンジー
2015年7月13日、スウォンジー・シティAFCに移籍。契約は3年。

### シェフィールド・ユナイテッド
2019年8月2日、シェフィールド・ユナイテッドFCと4年契約を結んだ。移籍金は当時のクラブレコードである1750万ポンドで、さらに活躍次第で2000万ポンドまで上昇する。

### UDラス・パルマス
2024年7月26日、UDラス・パルマスへ移籍。契約期間は3年。

### ハル・シティ
2025年7月にラス・パルマスを退団すると、1ヶ月後の8月6日、EFLチャンピオンシップのハル・シティAFCに1年の契約延長オプション付きの3年契約で加入した。

## 代表経歴
生まれはイングランドながら、スコットランドにルーツをもつためユース年代から一貫してスコットランド代表に選ばれている。
2018年3月23日、コスタリカ戦でA代表初キャップ。

## タイトル
個人
- EFLチャンピオンシップ月間最優秀選手 : 2018年2月
- バーンズリーシーズン最優秀選手 : 2017-18